# Kutorejo (Kutorejo)
Kutorejo is een bestuurslaag in het regentschap Mojokerto van de provincie Oost-Java, Indonesië. Kutorejo telt 2722 inwoners (volkstelling 2010).